# Pomacea lineata
Pomacea lineata es una especie de caracol de agua dulce operculado, un molusco gasterópodo acuático de la familia Ampullariidae, comúnmente conocidos como caracoles manzana.

## Distribución
Esta especie se ha registrado únicamente en Brasil. Su localidad tipo es el "Habitat in aquis Provinciae Bahiensis", el hoy llamado río Almada, de la Serra dos Vinhánticos, del estado de Bahía.

## Morfología de concha
La concha de Pomacea lineata es globosa, moderadamente pesada, con un periostraco de coloración verdosa a marrón, y bandas espirales oscuras. Con 4-5 vueltas, aumentando de tamaño rápidamente y separadas por una sutura profunda. Presenta una apertura grande y ovoidea. Tiene el ombligo estrecho y profundo y un opérculo córneo concéntrico.

## Ecología
El caracol manzana es una especie clave en el ecosistema del Pantanal. Cuando los humedales se inundan una vez al año, la vegetación muere y se descompone. Durante el proceso de descomposición, los microorgnismos encargados de la degradación de los restos orgánicos, consumen el oxígeno del agua hasta agotarlo, sofocando a los descomponedores más grandes. A diferencia de otros animales descomponedores, el caracol manzana tiene branquias y pulmones, lo que les permite prosperar respirando aire cuando las aguas devienen anóxicas. Para obtener oxígeno, extienden un tubo largo hasta la superficie del agua, el sifón, y bombean aire a sus pulmones. Esta habilidad les permite consumir la materia vegetal muerta que, al defecarla, se convierte en fertilizante nutritivo disponible para las plantas de la zona. Los mismos caracoles también son alimento para una variedad de animales.

## Uso humano
Pomacea lineata se utiliza como producto zooterapéutico para el tratamiento del asma, esguinces, furúnculos y úlceras en la medicina tradicional brasileña en el nordeste de Brasil.

## Importancia sanitaria
Pomacea lineata puede actuar como hospedador intermediario del parásito Angiostrongylus cantonentis, un gusano nematode que puede causar meningitis eosinofílica en humanos.

## Referencias

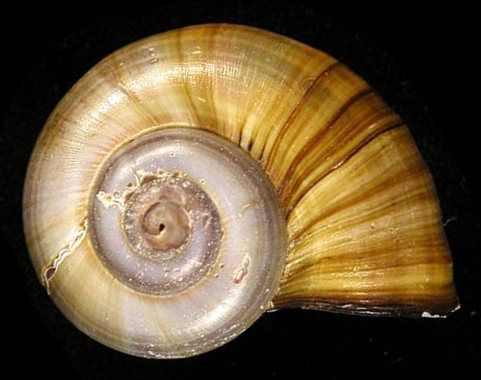
Vista apical de una concha de Pomacea lineata